# Aleksandr Panov
Aleksandr Vladimirovič Panov (in russo Александр Владимирович Панов?; Kolpino, 21 settembre 1975) è un ex calciatore russo, di ruolo attaccante.

## Carriera
Dopo una stagione con le giovanili dello Zenit San Pietroburgo, Panov ha debuttato in prima squadra nel 1994. Ha giocato anche un anno per il Vologda. Nel 1997 Panov ritornò allo Zenit e diventò un titolare di prima squadra; un anno dopo giunse la convocazione in Nazionale.
A metà 2000, Panov si trasferisce al Saint-Étienne, ma già l'anno seguente, dopo una breve parentesi in prestito al Losanna, torna in Russia alla Dinamo Mosca. Nel 2006 è tornato nuovamente allo Zenit.

## Palmarès

### Club
- Coppa di Russia: 1

Zenit: 1999

### Individuale
- Capocannoniere Pervyj divizion: 1

2003